# Lídia Sákovicsová
Lídia Sákovicsová, za svobodna Lídia Dömölkyová (* 9. března 1936 Budapešť, Maďarsko) je bývalá maďarská sportovní šermířka, která se specializovala na šerm fleretem.
Maďarsko reprezentovala v padesátých a šedesátých letech. Na olympijských hrách startovala v roce 1956, 1960, 1964 a 1968 v soutěži jednotlivců a družstev. V roce 1955 získala titul mistryně světa v soutěži jednotlivců. S maďarským družstvem fleretistek vybojovala na olympijských hrách zlatou (1964) a dvě stříbrné (1960, 1968) olympijské medaile. V roce 1955, 1959 a 1967 vybojovala s družstvem titul mistryň světa.